# Карл Лудвиг Дитрих фон Геминген
Карл Лудвиг Дитрих фон Геминген (на немски: Karl Ludwig Dietrich von Gemmingen;* 14 юли 1772 в Лудвигсбург; † 4 октомври 1825 в Ройтлинген) е фрайхер от род Геминген в Баден-Вюртемберг от „2. Щутгартския под-клон“ на 2. клон (Гутенберг и Фюрфелд) на благородническия род Геминген. Той е вюртембергски „камерхер“ и от 1817 г. директор на управлението на окръг Шварцвалд в Кралство Вюртемберг.
Той е големият син на Йохан Дитрих фон Геминген (1744 – 1805) и съпругата му Фридерика фон Бьонингхаузен (1744 – 1806), дъщеря на Франц Каспар Гауденц фон Бьонингхаузен и Фридерика Луиза фон Нойброн. По-малкият му брат е Лудвиг Карл Франц Дитрих (1776 – 1854).
Карл Лудвиг Дитрих фон Геминген завършва образование във висшето „Карл-училище“ в Щутгарт и от 1796 г. е практикант в имперския камерен съд във Вецлар. След това той е асесор при дворцовия съд в Тюбинген и след това съветник на управлението в Улм. От 1806 до 1813 г. той е главен правен съветник при „Криминалния-Трибунал“ в Еслинген на Некар, след това фогт в Калв. През 1817 г. той става директор на управлението на окръг Шварцвалд в Ройтлинген.
От 1820 до 1824 г. той е като представител на рицарството на окръг Некар във „II. камера на Вюртембергските съсловия“.

## Фамилия
Карл Лудвиг Дитрих фон Геминген се жени на 28 май 1802 г. в Леренщайнфелд с фрайин Хенриета фон Берлихинген-Ягстхаузен (* 1780/ 26 юли 1782, Ягстхаузен; † 2 ноември 1862, Щутгарт), дъщеря на фрайхер Райнард Готфрид фон Берлихинген и фрайин Ернестина фон Хелмщат. Те имат децата:
- Луиза Шарлота Матилда (1803 – 1881), омъжена с Н. фон Клингщроем
- Франциска Доротея (1812 – 1819)
- Карл Фридрих Франц Дитрих (* 16 февруари 1804, Щутгарт; † 13 юни 1885, Щутгарт), женен на 12 юли 1835 г. в Ротвайл, Брайзгау с фрайин Беатрикс фон Фаненберг (* 7 април 1812, Фройденщат; † 10 април 1898, Щутгарт)
- Франц Карл Вилхелм Дитрих (1809 – 1882), женен с Амалия фон Халберг-Бройч (развод 1839)